# Dorycnia melichari
Dorycnia melichari är en insektsart som beskrevs av Irena Dworakowska 1994. Dorycnia melichari ingår i släktet Dorycnia och familjen dvärgstritar.
Artens utbredningsområde är Sri Lanka. Inga underarter finns listade i Catalogue of Life.